# Verninge Kirke
Verninge Kirke ligger i landsbyen Verninge ca. 15 km SV for Odense (Region Syddanmark). Der vides intet om kirkens middelalderlige historie, bort set fra to navne på katolske præster ("Hr. Peer af Verninge" og Michael Jacobsen). I 1700-tallet omtales Skt. Michael dog som kirkens værnehelgen.
Senest ved reformationen 1536 kom kirken under kronen, som 1671 overdrog patronats- og kaldsretten til rigsadmiral Henrik Bielke. 1695 knyttedes kirken til hovedgården Søholm (Køng Sogn). Kirken blev handlet flere gange i 1700-tallet og endte o. 1800 med at være ejet af en gruppe af sognets gårdmænd. Den overgik til selveje 1. januar 1914.

## Bygning
Kirken er formentlig opført i midten eller sidste halvdel af 1100-tallet af granit. Denne romanske kirke omfattede et kor, et skib og en nedrevet apside. Ved middelalderens slutning havde kirken tilsyneladende sat sig, hvilket aftegner sig i soklens revnedannelser. Derfor måtte den ombygges. Først blev apsiden nedrevet, så koret kunne forlænges. Korets og skibets romanske langmure blev nedrevet til cirka halv højde og så genopmuret, og der opførtes to kapeller ud for skibets østfag og et tårn blev rejst i vest.

## Kalkmalerier
En senmiddelalderlig kalkmalet dekoration blev konstateret under istandsættelsen af kirken 1902, men atter overkalket. Malerierne blev atter blotlagt 1966. Nu er det kun et sengotisk viekors på nordkapellets nordvestkappe, er står fremme.
De overkalkede dele af udsmykningen omfatter et indvielseskors på korets østvæg samt en ulæselig minuskelindskrift på nordvæggen. I nordøstkappen var rester af en hane samt indskrifterne "Ih(esu)s" og "maria" og "hoc opus p(er) d(o)m(i)n(um) michaelem iacobi c(om)pl(e)tu(m)est" (Dette arbejde [vel indsættelsen af hvælv i koret] er fuldført af hr. Michael Jacobsen). I sydøstkappen var en ulæselig indskrift og en fugl, måske en hane. På skibets vestvæg over tårnbuen var yderligere ulæselige rester af en minuskelindskrift. På ribberne var der malede skråbånd.
1919 udførte maler Andersen, Glamsbjerg, en gotiserende sparredekoration af ribberne og rektangulære former på skjold- og gjordbuer. Udsmykningen havde forlæg i Brylle Kirke.

## Inventar
Kirkens ældste inventargenstand er den romanske granitdøbefont. Fra samme tidsperiode stammer et røgelseskar, der nu er i Nationalmuseet, og som noget enestående er prydet af engle med røgelseskar. Det regnes for et italiensk arbejde. Korbuekrucifikset hører til en fynsk gruppe fra tiden 1475-1500. Af andre senmiddelalderlige arbejder er en lidt yngre krucifiksfigur (nu i Nationalmuseet), et monstranshus (nu i Odense Bys Museer) og dele af en degnestol fra 1508. Den bemalede alterbordsforside er sengotisk, o. 1550; måske lidt senere.
Sygesættet er skænket af sognepræst Stephan Laursen o .1600 og bærer hans bomærke og initialer. Det samme gør et panel fra en præstestol dateret 1606. Prædikestolen er fra 1621 og har rigt udskårne arkadefag prydet af rulleværk og groteskeornamentik, hvori er relieffer af evangelisterne. Fagene adskilles af hjørnefremspring med udskårne hermer. Den hører til en større gruppe af prædikestole fra det tidlige 1600-tal, der næsten alle er udført til kirker i Båg Herred (Assensegnen).
Altertavlen er et arbejde fra 1750-75 med en fremstilling af Nadverens Indstiftelse, der foregiver at sidde i en overdådig rokokotavle af marmor. Tavlen hører til en gruppe af illusionistisk malede altertavler, hvoraf én er et dokumenteret arbejde af maleren Niels Poulsen Dahlin. Sammenfald i malestil og motivbrug tyder på, at hele gruppen muligvis skal tillægges ham.
Et forhenværende altermaleri udført 1890 af Anton Dorph forestiller Jesus og den samaritanske kvinde i en ramme udført af kongelig bygningsinspektør J. Vilhelm Petersen. Billedet er sammen med altermaleriet i Thisted Kirke de ældste af i alt syv altermalerier med denne komposition, Anton Dorph malede i tiden 1890-1900. Altermaleriet var i brug indtil 1976.

## Gravminder
Kirken rummer to mindetavler over sognepræster fra 1700-tallet samt fem gravsten fra 1600- og 1700-tallet. I nordkapellet er en eftermiddelalderlig gravkrypt, der er omtalt første gang 1664. Fra kirkegården stammer fem bondegravsten fra 1600-tallets midte og fire gravsteler af træ fra 1800-tallets midte.

## Eksterne kilder og henvisninger
- Wikimedia Commons har flere filer relateret til Verninge Kirke
- Verninge Kirke hos danmarkskirker.natmus.dk (Danmarks Kirker, Nationalmuseet).

- Verninge Kirke hos KortTilKirken.dk